# Scutellinia pennsylvanica
Scutellinia pennsylvanica (Seaver) Denison – gatunek grzybów z rodziny Pyronemataceae.

## Systematyka i nazewnictwo
Pozycja w klasyfikacji według Index Fungorum: Scutellinia, Pyronemataceae, Pezizales, Pezizomycetidae, Pezizomycetes, Pezizomycotina, Ascomycota, Fungi.
Po raz pierwszy opisał go w 1928 r. Fred Jay Seaver, nadając mu nazwę Melastiza pennsylvanica. Obecną nazwę nadał mu William Clark Denison w 1959 r. Synonimy:
- Melastiza pennsylvanica Seaver 1928,
- Melastiziella pennsylvanica (Seaver) Svrček 1948.

## Morfologia
Owocnik
Typu apotecjum bez trzonu, o średnicy 2–7 mm, początkowo miseczkowate, później w kształcie krążka. Powierzchnia hymenialna gładka, falista, pomarańczowa z żółtawym odcieniem, łososiowo-pomarańczowa do pomarańczowoczerwonej, rzadko biaława, powierzchnia zewnętrzna tej samej barwy.
Cechy mikroskopowe
Worki cylindryczne, jednorzędowe, 8-zarodnikowe, 191,4–231 × 12,6–17 µm. Parafizy cylindryczne, z przegrodami o zmiennym kształcie w kierunku wierzchołka, 6,7–9,2 µm, wystające ponad worki. Askospory elipsoidalne, (14)16–19(21) x (8)10–13(14) µm, Q = 1,5–1,6, silnie brodawkowate, z brodawkami ściętymi lub zaokrąglonymi, zespalające się i tworzące masywną, ale niską, wyraźną i nieregularną siateczkę, z wypukłościami o wysokości do 0,2–2 µm i szerokości 0,5–3 µm u nasady. Brązowawe włoski występują na powierzchni zewnętrznej i na brzegu. Włoski brzeżne są rozwidlony u nasady, grubościenne, wieloprzegrodowe, brązowy, 200–2000 × 20–65 µm.
Gatunki podobne
W Polsce występuje około 30 gatunków włośniczek. Wszystkie są morfologicznie bardzo podobne, jedyną różniącą je cechą, którą można dostrzec bez użycia mikroskopu jest długość rzęsek, nie wystarcza to jednak do rozróżnienia gatunków. Pewne ich rozróżnienie możliwe jest tylko badaniami mikroskopowymi. S. pennsylvanica charakteryzuje się morfologią zarodników. Jej grube brodawki zespalają się, tworząc masywną i nieregularną siatkę, podobną do brodawek z rodzaju Melastiza. Stosunkowo niewiele Scutellinia ma zarodniki o długości około 20 µm z siateczkowatą ornamentacją. Wśród nich S. chiangmaiensis ma krótsze zarodniki, a S. decipiens ma szersze zarodniki.

## Występowanie i siedlisko
Występuje w Ameryce Północnej i Środkowej, w Europie i Azji. Podano niewiele jego stanowisk. W Polsce po raz pierwszy jego stanowiska podano w 2009 r., w późniejszych latach podano następne.
Grzyby saprotroficzne występujące na wilgotnym, próchniejącym drewnie, czasem na drewnie zagrzebanym w ziemi.